# Alex Gaudino
Alex Gaudino (Salerno, 23 januari 1970) is een Italiaanse diskjockey.
Gaudino had in 2007 een aantal zomerhits, waaronder Destination Calabria met de Amerikaanse zangeres Crystal Waters. Hier is een remake van gemaakt met het nummer: Rune RK's Calabria. In 2008 bracht hij zijn debuutalbum My Destination uit. Deze cd bevat naast het nummer Destination Calabria ook zijn andere zomerhit Watch Out.

## Discografie

### Albums
| Album met eventuele hitnotering(en) in de Nederlandse Album Top 100 | Datum van verschijnen | Datum van binnenkomst | Hoogste positie | Aantal weken | Opmerkingen |
| ------------------------------------------------------------------- | --------------------- | --------------------- | --------------- | ------------ | ----------- |
| My destination                                                      | 18-12-2009            | -                     |                 |              |             |

### Singles
| Single met eventuele hitnotering(en) in de Nederlandse Top 40 | Datum van verschijnen | Datum van binnenkomst | Hoogste positie | Aantal weken | Opmerkingen                                        |
| ------------------------------------------------------------- | --------------------- | --------------------- | --------------- | ------------ | -------------------------------------------------- |
| Little love                                                   | 2005                  | 03-09-2005            | 25              | 5            | met Jerma & Lil'Love / Nr. 56 in de Single Top 100 |
| Destination Calabria                                          | 2007                  | 07-04-2007            | 16              | 16           | met Crystal Waters / Nr. 14 in de Single Top 100   |
| Que pasa contigo                                              | 2007                  | -                     |                 |              | met Sam Obernik / Nr. 66 in de Single Top 100      |
| Watch out                                                     | 2008                  | 21-06-2008            | 9               | 9            | met Shèna / Nr. 12 in de Single Top 100            |
| I love Rock 'n' Roll                                          | 2009                  | 08-08-2009            | tip4            | -            | met Jason Rooney                                   |
| I'm in love (I wanna do it)                                   | 2010                  | 16-10-2010            | 16              | 10           | Nr. 46 in de Single Top 100                        |
| What a feeling                                                | 25-04-2011            | 18-06-2011            | 27              | 6            | met Kelly Rowland / Nr. 66 in de Single Top 100    |
| Chinatown                                                     | 2012                  | 07-07-2012            | tip2            | -            | Nr. 69 in de Single Top 100                        |

| Single met hitnotering(en) in de Vlaamse Ultratop 50 | Datum van verschijnen | Datum van binnenkomst | Hoogste positie | Aantal weken | Opmerkingen          |
| ---------------------------------------------------- | --------------------- | --------------------- | --------------- | ------------ | -------------------- |
| Little love                                          | 2005                  | 13-08-2005            | tip3            | -            | met Jerma & Lil'Love |
| Destination calabria                                 | 2007                  | 07-04-2007            | 2               | 23           | met Crystal Waters   |
| Que pasa contigo                                     | 2007                  | 15-09-2007            | 50              | 1            | met Sam Obernik      |
| Watch out                                            | 2008                  | 28-06-2008            | tip2            | -            | met Shèna            |
| I'm in love (I wanna do it)                          | 2010                  | 30-10-2010            | 25              | 4            |                      |
| What a feeling                                       | 2011                  | 02-07-2011            | 32              | 6            | met Kelly Rowland    |
| I don't wanna dance                                  | 03-09-2012            | 20-10-2012            | 34              | 3*           | met Taboo            |
| Playing with my heart                                | 2013                  | 02-02-2013            | tip82*          |              | met JRDN             |

- Bibliothèque nationale de France: cb15547065t (data)
- Gemeinsame Normdatei: 135471540
- International Standard Name Identifier: 0000 0001 3153 1224
- MusicBrainz: 836d43ae-5086-4f45-9e23-b02edca37653
- Nationale Bibliotheek van Tsjechië: xx0107443
- Istituto Centrale per il Catalogo Unico: MILV336927
- Virtual International Authority File: 52003504
- WorldCat: E39PBJmHDHpD8hKhhVGDfRdhHC